# Angelo Meda
Angelo Meda (...) è un politico italiano, sindaco di Como dal 1988 al 1990.

## Biografia
Esponente della Democrazia Cristiana, già assessore all'Urbanistica nella giunta di Sergio Simone, gli succedette come sindaco di Como, restando in carica dal 1988 al 1990.
Dal 1992 al 1995 è stato coinvolto nell'ondata di giustizialismo che ha fatto seguito alle inchieste scaturite nel solco dell'iniziativa conosciuta come Mani Pulite, arrivando anche a patteggiare di fronte ai giudici per accuse che poi si riveleranno infondate.
È stato inoltre indagato per omissione in atti d'ufficio, insieme al suo successore Felice Bernasconi, per la gestione del macello comunale.
In data 28/11/1995 è stato inizialmente condannato dal Tribunale di Como a quattro anni e due mesi per concussione, accusato di aver chiesto, quando era assessore, una tangente di 50 milioni di lire per il rilascio di licenze edilizie. Successivamente però, in data 14/11/1996, con parziale riforma della sentenza emessa dal Tribunale di Como, la Corte d'Appello di Milano riduceva la condanna, che poi in data 13/11/1997, veniva a sua volta annullata senza rinvio della Corte di Cassazione.